# Phyllotreta fulgida
Phyllotreta fulgida är en skalbaggsart som beskrevs av Frederick James Chittenden 1927. Phyllotreta fulgida ingår i släktet Phyllotreta och familjen bladbaggar. Inga underarter finns listade i Catalogue of Life.